# Lasioderma haemorrhoidale
Lasioderma haemorrhoidale är en skalbaggsart som först beskrevs av Johann Karl Wilhelm Illiger 1807.  Lasioderma haemorrhoidale ingår i släktet Lasioderma och familjen trägnagare. Inga underarter finns listade i Catalogue of Life.